# August De Schryver
 (mai 2022).
Si vous disposez d'ouvrages ou d'articles de référence ou si vous connaissez des sites web de qualité traitant du thème abordé ici, merci de compléter l'article en donnant les références utiles à sa vérifiabilité et en les liant à la section « Notes et références ».
August Edmond De Schryver (né le 16 mai 1898 et mort le 5 mars 1991 à Gand), aussi appelé Auguste De Schryver en français, est un homme politique belge. August De Schryver a exercé de nombreux mandats ministériels entre 1935 et 1960. Il a également été président du Parti social-chrétien entre 1945 et 1949.

## Fonctions ministérielles assumées par August De Schryver
- 1935-1936: Ministre de l'agriculture.
- 1936-1937: Ministre de l'Intérieur.
- 1939: Ministre de la justice.
- 1940: Ministre des affaires économiques.
- 1940-1944: Ministre de l'agriculture.
- 1944-1945: Ministre sans portefeuille.
- 1959-1960: Ministre du Congo belge et du Ruanda-Urundi.

## Sources
- (nl) Godfried Kwanten, August-Edmond De Schryver, 1898-1991: politieke biografie van een gentleman-staatsman, Louvain, Universitaire Pers Leuven, coll. « KADOC-Studies » (no 27), 2001 (ISBN 9789058671516, lire en ligne)
- Godfried Kwanten, « DE SCHRYVER, August-Edmond », dans Nouvelle biographie nationale, vol. 11, Académie royale des Sciences, des Lettres et des Beaux-Arts de Belgique, 2014 (lire en ligne ), p. 106-108
- Jacques Van Solinge, « August De Schryver est décédé à l’âge de 92 ans », Le Soir,‎ 6 mars 1991 (lire en ligne)